# Clethra guyanensis
Clethra guyanensis är en tvåhjärtbladig växtart som beskrevs av Johann Friedrich Klotzsch och Meissn. Clethra guyanensis ingår i släktet Clethra och familjen Clethraceae. Inga underarter finns listade i Catalogue of Life.